# Résection
Une résection est un retrait chirurgical d'une partie d'organe ou d'un tissu pathologique comme une tumeur. On peut aussi parler d'ablation.
On utilise souvent le suffixe -ectomie pour désigner l'opération consistant à réséquer un organe. Par exemple, une parotidectomie est la résection des parotides.